# Opération Condor
Pour les articles homonymes, voir Opération Condor (homonymie).

En vert : membres actifs.
En bleu : collaborateurs (États-Unis).
En vert clair : membres sporadiquement impliqués.

L’opération Condor (en espagnol : Operación Cóndor) est la campagne d'assassinats et de lutte anti-guérilla conduite conjointement par les services secrets du Chili, de l'Argentine, de la Bolivie, du Brésil, du Paraguay et de l'Uruguay, avec le soutien tacite des États-Unis au milieu des années 1970. Les dictatures militaires alors en place en Amérique latine — dirigées à Santiago du Chili par Augusto Pinochet, à Asuncion par Alfredo Stroessner, à Buenos Aires par Jorge Rafael Videla, à Montevideo par Juan Bordaberry, à Sucre par Hugo Banzer et à Brasilia par Ernesto Geisel — envoient des agents secrets poursuivre et assassiner les dissidents politiques jusqu'en Europe (France, Italie, Portugal, Espagne...) et aux États-Unis (phase 3 de l'opération Condor, qui culmine avec l'assassinat d'Orlando Letelier, ancien ministre de Salvador Allende, en septembre 1976 à Washington D.C.).
L'opération Condor est officiellement lancée en novembre 1975 à la demande du dictateur chilien Augusto Pinochet. La phase principale de l'opération se déroule entre 1976 et 1978. Les relations entre le Chili et l'Argentine se tendent en 1978, conduisant finalement à l'effondrement de l'ensemble du réseau Condor, même si les opérations se poursuivent jusqu'en 1981.
Diverses techniques de terreur sont employées par les services secrets, notamment la noyade ; la transmission d'enregistrements sonores de cris de proches torturés ; et les « vols de la mort » au-dessus du Rio de la Plata. La terreur d'État vise explicitement les « guérilleros terroristes gauchistes » (Tupamaros en Uruguay, Mouvement de la gauche révolutionnaire chilienne, Montoneros en Argentine, etc.) au nom de ladite « doctrine de la sécurité nationale », bien qu'elle touche en réalité n'importe quel « dissident potentiel » ainsi que leurs proches (famille et amis). L'État argentin cherche d'ailleurs à justifier les actes de terrorisme commis au début des années 1980 en invoquant la « théorie des deux démons » – théorie qui dresse une équivalence entre, d'une part, les crimes commis par les juntes militaires et leurs escadrons de la mort, et, d'autre part, l'action révolutionnaire des groupes armés de gauche.
Les Archives de la terreur découvertes au Paraguay en 1992 révèlent l'opération. En raison de sa nature clandestine, le nombre précis de décès directement attribuables à l'opération Condor est controversé. Certaines estimations indiquent qu'au moins 60 000 décès peuvent être attribués à l’opération,, dont 30 000 en Argentine,. D'autres estiment le bilan à 50 000 tués, 30 000 disparus et 400 000 emprisonnés,. Le nombre de tués dans des opérations transfrontalières est estimé entre 400 et 500,. Selon une base de données de Francesca Lessa, de l'université d'Oxford, au moins 805 cas de violations transnationales des droits de l'homme résultant de l'opération Condor sont identifiés, dont 382 cas de détentions illégales et de tortures et 367 meurtres et disparitions.

## Création et historique

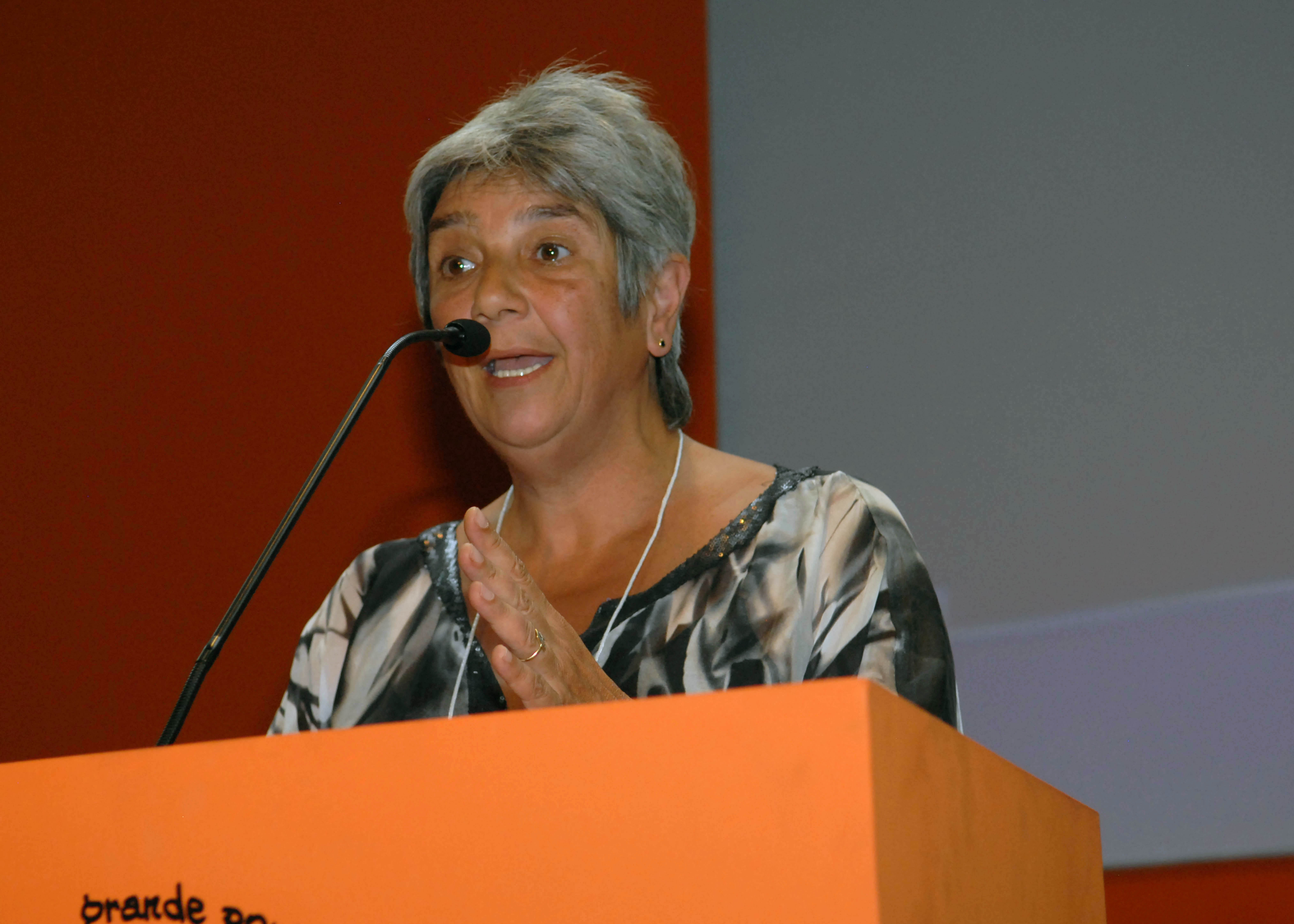
Lilián Celiberti, qui fut emprisonnée avec son mari plusieurs années après avoir été enlevée au Brésil par des militaires uruguayens avec la complicité de la police politique brésilienne (DOPS). Ici au Forum social mondial de Porto Alegre, 2010.

Le plan a d'abord concerné le Chili, l'Argentine, l'Uruguay, le Paraguay, la Bolivie et le Brésil. Au début des années 1970, la Bolivie, l'Uruguay (coup d'État de juin 1973) et le Chili (coup d'État du 11 septembre 1973), deviennent des dictatures militaires, alors que le Brésil, l'Argentine (« révolution argentine » de 1966 à 1973 puis coup d'État de mars 1976) et le Paraguay subissent déjà des régimes dictatoriaux depuis des années. À la même époque, les théories socialistes (en général, avec des variantes marxistes, nationalistes et anti-impérialistes selon les pays) reçoivent un écho de plus en plus favorable dans le sous-continent, sous l'influence, notamment, de la révolution cubaine.
Quelques années avant la mise en place de l'opération Condor, la répression organisée avait déjà permis au gouvernement brésilien, alors exercé par le général Médici, de démanteler en 1972 une organisation révolutionnaire : le MR-8 (Mouvement révolutionnaire du 8 octobre) dont la plupart des membres ont disparu. Trois ans plus tard, la guérilla de l'Araguaia était aussi anéantie, dans le plus grand silence. Ceux ayant pu s'enfuir ont ensuite été traqués dans toute l'Amérique latine. Contrairement à une idée reçue, le coup d'État de 1964 au Brésil n'a pas été une réponse à des mouvements de guérilla : comme le note la journaliste Marie-Monique Robin, à la création du Centre d'instruction de la guerre dans la jungle de Manaus, en 1964, destiné à enseigner les méthodes de contre-insurrection, « il n'y a au Brésil ni guérilla ni mouvement armé de gauche, ceux-ci naissant bien après le coup d'État de 1964, en réaction précisément à la dictature militaire ».
Dès le coup d'État du 11 septembre 1973, la DINA commença à collaborer avec des services étrangers, notamment argentins et paraguayens. Elle bénéficia ainsi de complicités au sein des forces de sécurité argentines lors de l'assassinat, en septembre 1974, du général Carlos Prats à Buenos Aires. En mai 1975, Jorge Fuentes, membre du MIR arrêté avec Amilcar Santucho alors qu'il tentait de passer d'Argentine au Paraguay, afin de contacter des militants locaux au nom de la Junte de coordination révolutionnaire (JCR, une ébauche de coordination entre différentes guérillas), fut arrêté par les services paraguayens. Selon le journaliste John Dinges (en),
« La gestion du cas Santucho-Fuentes créa le moule dans lequel, six mois plus tard, serait coulée l'opération Condor. »
L'interrogatoire et la torture des deux militants furent en effet effectués en coordination avec les services argentins (représentés en particulier par José Osvaldo Riveiro (es) du bataillon d'intelligence 601) et chiliens, tandis que l'agent du FBI Robert Scherrer fut informé par les plus hauts responsables de sécurité paraguayens, le général Benito Guanes et le chef du DIPC Pastor Coronel. Scherrer informa le général chilien Ernesto Baeza (de) de l'arrestation des deux militants, qui envoya immédiatement des agents de la DINA sur place, tandis que le FBI lançait une enquête sur des militants présumés de la JCR exilés aux États-Unis. En septembre 1975, deux mois avant la réunion fondatrice de l'opération Condor, Fuentes fut transféré à la Villa Grimaldi au Chili.
Le 28 novembre 1975, une réunion des responsables de la police secrète des différents pays, inaugurée par Pinochet, officialise l'opération Condor. Sont présents le général Manuel Contreras (DINA chilienne), Jorge Casas (Argentine), le major Carlos Mena (Bolivie), le colonel Benito Guanes Serrano (Paraguay), le colonel José A. Fons (Uruguay) ainsi que les brésiliens Flávio de Marco, lieutenant-colonel, et Thaumaturgo Sotero Vaz, major, les deux étant des vétérans des combats contre la guérilla de l'Araguaia, envoyés par le général Geisel en tant qu'observateurs. Contacté par Contreras, la DISIP vénézuélienne ne participa pas à cette réunion ni à l'opération Condor en général, le président Carlos Andrés Pérez opposant son veto.
En Argentine, l'« Alliance anticommuniste argentine » (ou Triple A) participe aux opérations, ainsi qu'en Uruguay les différents escadrons de la mort. Le vice-chef de la police fédérale argentine, Alberto Villar, était le contact argentin des services étrangers opérant sur le territoire national, et le colonel José Nino Gavazzo (condamné dans les années 2000), chef de la branche uruguayenne de Condor.
Fin 1975, 119 militants chiliens du MIR sont tués par un escadron de la mort, la Triple A dirigée par le ministre José López Rega. La presse présente alors le massacre comme un affrontement entre des factions d'extrême-gauche ; en réalité, les exécutions étaient planifiées depuis mai 1975 sous le nom d'« Opération Colombo », et des noms de militants chiliens furent accolés aux cadavres de desaparecidos argentins.
L'ancien sénateur Zelmar Michelini et l'ancien président de la chambre des députés d'Uruguay Héctor Gutiérrez Ruiz sont retrouvés morts le 22 mai 1976 à Buenos Aires, en même temps que les Tupamaros William Whitelaw et Rosario del Carmen Barredo. Les escadrons de la mort uruguayens opéraient en effet en Argentine, où ils étaient soutenus par la SIDE. Le 25 mai 1976, l'ambassadeur américain Robert Hill met en garde la junte militaire. Dans un câble adressé à Washington, il écrit ainsi :
« Je sollicite l'autorisation de dire les choses suivantes : les États-Unis sont très favorables à la politique de modération annoncée par le Videla (...) Nous comprenons très bien que l'Argentine s'est engagée dans une lutte sans merci contre la subversion. Il y a toutefois certains critères que les gouvernements attachés à l'État de droit ne peuvent en aucun cas négliger. À commencer par le respect des droits de l'homme. La poursuite des activités des escadrons de la mort de la Triple A, qui ont récemment assassiné Michelini, Gutiérrez Ruiz et des dizaines d'autres personnes et ont enlevé un membre du Comité Fulbright, Mlle Elida Messina, portent préjudice à l'image généralement positive du gouvernement argentin à l'étranger. Ces groupes semblent opérer en toute impunité et seraient de l'avis général liés aux forces de sécurité argentines. »
Le lendemain de cet avertissement équivoque, on retrouve dans les environs de Buenos Aires le corps de l'ex-président de la Bolivie, Juan José Torres.
Henry Kissinger, conseiller à la sécurité nationale, se rend à Santiago, le 8 juin 1976, pour la conférence annuelle de l'Organisation des États américains (OEA). Alors que le Congrès se prépare à voter l'amendement Kennedy, et que des pressions insistantes s'y font pour couper les crédits militaires au Chili, et bloquer une vente d'avions de chasse F-5E, Kissinger fait un discours public sans concessions au sujet des droits de l'homme. Toutefois, en privé, il a prévenu Pinochet, lui disant en substance qu'il était contraint de faire ce discours pour des raisons de politique intérieure, mais que le soutien de la Maison Blanche vis-à-vis de Santiago était complet. Cette réunion confidentielle entre Kissinger et Pinochet eut lieu en présence de William D. Rogers, secrétaire adjoint aux Affaires interaméricaines, et, du côté chilien, le ministre des Affaires étrangères Patricio Carvajal, l'ambassadeur chilien aux États-Unis Manuel Trucco, et l'homme d'affaires Ricardo Claro. Le contenu de la conversation fut déclassifié en 1998 à la demande de la journaliste Lucy Komisar.
Au même moment, le MIR ayant été décapité, Manuel Contreras organise la première phase de la rafle de Calle Conferencia contre la direction clandestine du Parti communiste chilien, qui soutenait alors une ligne de lutte politique (non armée) contre le régime.
Une semaine plus tard, se tient une réunion au plus haut niveau des représentants de Condor, avec onze délégués présents, dont Contreras et Pedro Espinoza, ainsi que l'argentin José Osvaldo Riveiro, des brésiliens et des uruguayens. Ayant décapité la JCR et pourchassé avec succès les opposants au sein du Cône sud, les services secrets décident de passer à la « phase 3 » de Condor : les opérations d'assassinat en dehors des pays membres.
Le 21 septembre 1976, Orlando Letelier, ancien ministre de Salvador Allende est assassiné à Washington, D.C. lors d'un attentat à la bombe commis par Michael Townley. En décembre 1976, c'est l'abandon des missions d'assassinat à l'extérieur du sous-continent sud-américain, dites également de « phase 3 ».
Après le massacre d'Ezeiza le jour du retour du général Perón en Argentine (juin 1973) puis le coup d'État militaire de mars 1976, la junte de Buenos Aires, dirigée par Jorge Videla, participe aux opérations avec Santiago. Selon un câble de la DINA publié par les National Security Archive lors de la commémoration des trente ans de la dictature, le bataillon secret de police 601 comptait « 22 000 personnes mortes ou disparues, depuis 1975 à la date présente [juillet 1978] ». Comme des milliers d'autres « desaparecidos », les Uruguayens Jorge Zaffaroni et Maria Emilia Islas de Zaffaroni, peut-être membres des Tupamaros, disparaissaient à Buenos Aires le 29 septembre 1976, enlevés par le bataillon 601 qui les remet à l'OCOAS (Organismo Coordinador de Operaciones Anti-Subversivas, l'Organe de coordination des opérations anti-subversives) uruguayen. D'autres rapports rendus publics à la même occasion prouvent l'existence d'opérations visant à anéantir le groupe de résistants uruguayens OPR-33 (groupe armé de la Fédération anarchiste uruguayenne) à travers l'opération Condor. Ils montrent que depuis mai 1976, la police secrète de Montevideo surveille des douzaines de guérilleros membres de l'OPR-33 et basés à Buenos Aires. Selon un câble de la DIA américaine de la mi-septembre 1976, une délégation de généraux argentins se rend alors à Montevideo pour coordonner les opérations entre les deux régimes. Un autre câble de la DIA, daté d'octobre 1976, signale que par une opération conjointe la SIDE argentine et la police uruguayenne ont détruit l'OPR-33.
En 1978, l'Équateur et le Pérou se joignent à la coalition. En juin 1980 a lieu la dernière opération connue de l'opération Condor avec l'enlèvement de militants argentins des Montoneros au Pérou.
En 1992, l'avocat paraguayen et victime de l'opération Condor Martin Almada, auquel le journaliste français Pablo Daniel Magee a consacré un livre, découvre au Paraguay les Archives de la Terreur de l'opération Condor. Les quelque quatre tonnes d'archives ou sept-cent mille feuillets désormais protégés par l'UNESCO prouvent alors définitivement l'existence de Condor et le rôle des États-Unis, notamment, dans cette organisation de terrorisme d'État.

## Pratiques
L'opération Condor a été une étape très importante dans l'évolution des méthodes de répression et de contre-insurrection (bien que dans de nombreux pays, en particulier en Argentine et en Uruguay, les guérillas étaient déjà démantelées au moment de l'intensification de la répression par les dictatures militaires). L'un des aspects les plus novateurs est le secret entourant l'opération : la répression s'est organisée dans une discrétion absolue, aucune information ne devait filtrer des centres clandestins de détention, les victimes étaient le plus souvent achevées et leurs dépouilles éliminées, par exemple en les jetant à la mer (« vols de la mort ») ou en les brûlant. On parle de desaparición forzada (disparition forcée).
En Argentine, environ cinq cents enfants, généralement nés en captivité, ont été enlevés à leurs parents pour être confiés à des couples stériles, politiquement proches du pouvoir. Des enfants uruguayens ont aussi été confiés à des militaires ou policiers argentins, d'autres abandonnés au Chili. Des enfants uruguayens restent, à ce jour[Quand ?], desaparecidos.
Beaucoup d'Uruguayens exilés d'abord au Brésil et au Chili, puis en Argentine, ont disparu de façon permanente en Argentine (on estime que 142 desaparecidos uruguayens sur 180 l'ont été en Argentine).

## Influences extérieures
La question de l'implication d'États non sud-américains dans cette opération fait l'objet de controverses. Elles touchent notamment la question du niveau d'implication des États-Unis, et de la France.

### États-Unis

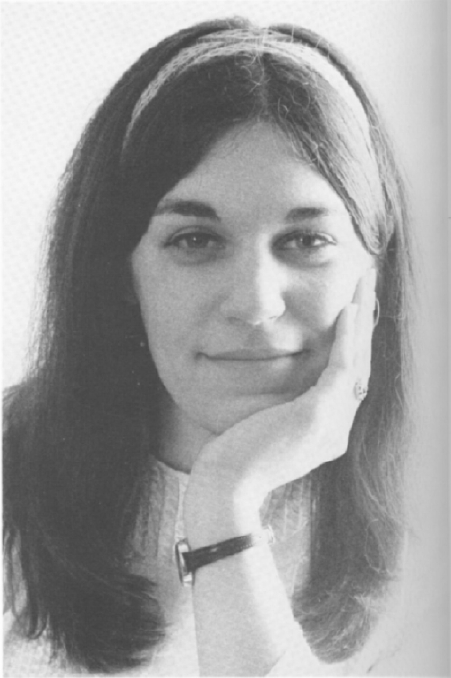
Ronni Moffitt, l'assistante de l'ex-ministre Orlando Letelier, tous deux assassinés à Washington DC le 21 septembre 1976 par la DINA. L'affaire provoqua certaines tensions entre les États-Unis et le Chili.

Le journaliste britannique Christopher Hitchens soutient que les États-Unis ont été complices de l'opération Condor tout comme le journaliste uruguayen Eduardo Galeano qui estime qu'ils ont soutenu cette forme de terrorisme d'État. Pour la journaliste Marie-Monique Robin, Henry Kissinger savait et n'a rien fait. Dans le cadre d'une politique internationale anti-communiste, Henry Kissinger, secrétaire d'État du gouvernement Nixon, a été impliqué dans les relations diplomatiques avec les gouvernements de l'époque. Le New York Times publie le 6 mars 2001 un câble de la Central Intelligence Agency (CIA) daté de 1978, envoyé par l'ambassadeur américain au Paraguay, Robert White, qui suggère que la communication des chefs de services d'espionnage d'Amérique latine, qui se trouvaient collaborer sur Condor, transitaient par un centre de communication américain. Selon la National Security Archive, la communication publiée par le NYT « suggère » un rôle des États-Unis dans l'opération Condor. Pour les historiens Peter Kornbluh et J. Patrice McSherry, qui essaient d'établir depuis longtemps l'implication américaine, le document soulève des questions sur la connaissance et le rôle des États-Unis dans Condor, et offre un nouvel indice d'une collaboration secrète des États-Unis à Condor. J. Patrice McSherry soutient que Kissinger a donné en 1976, au cours d'une série de rencontres avec les pays concernés par l'Opération Condor, « carte blanche » à leurs équipes dirigeantes.
Le chef de la DINA, Manuel Contreras, a reçu de l'argent en au moins une occasion de la part de la CIA, laquelle indique que ce versement était une erreur. D'autre part, dans un cas au moins, des fonctionnaires américains en poste en Argentine (notamment l'agent du FBI Robert Scherrer) ont aidé les services argentins à interroger des opposants au Paraguay, aidés par la police paraguayenne. Ils ont transmis ensuite les informations recueillies lors de l'interrogatoire aux services chiliens.

### France
La France pourrait également avoir une responsabilité dans l'exportation des techniques de guerre subversive utilisées pendant la guerre d'Algérie.
De nombreux anciens membres de l'OAS ont trouvé refuge en Amérique latine. Comme l'a reconnu Pierre Messmer alors ministre des Armées, le gouvernement français a mis en place de 1959 à 1981 une mission militaire française permanente à Buenos Aires qui fournissait des conseillers aux troupes argentines.
Dans un documentaire de Marie Monique Robin, Escadrons de la mort, l'école française, le général Contreras, ex-chef de la DINA, y déclare notamment : « C’est la DST qui a le plus coopéré. C’était un service de renseignement ami. » Peu après les députés Noël Mamère, Martine Billard et Yves Cochet présentent une proposition de résolution « tendant à la création d'une commission d'enquête sur le rôle de la France dans le soutien aux régimes militaires d'Amérique latine entre 1973 et 1984 »,. La commission des Affaires étrangères, alors présidée par Édouard Balladur, est chargée d'examiner la recevabilité de cette proposition. Le député UMP Roland Blum, chargé du travail de la Commission, refuse d'entendre Marie-Monique Robin, et publie en 2003 le rapport no 1295 du 24 décembre 2003, qui refuse la création d'une commission d'enquête, au motif que :

« (...) les allégations portées sur le rôle de la France en Amérique latine dans les années 1970 sont sans fondement sérieux. Elles reposent en effet largement sur des raccourcis discutables liés à la prétendue invention par l'armée française du concept de "guerre subversive". Dans ces conditions, il ne semble pas opportun de créer une commission d'enquête sur le rôle que la France aurait joué dans la répression menée par les dictatures latino-américaines entre 1973 et 1984, qu'elle a toujours condamnées. »

Lors de son voyage au Chili en février 2004, Dominique de Villepin, alors ministre des Affaires étrangères, nie toute coopération entre la France et les dictatures latino-américaines.
S'appuyant sur ce même documentaire, l’amiral argentin Luis Maria Mendia, idéologue des « vols de la mort » lors de la « sale guerre » menée par la dictature argentine de 1976 à 1983, a demandé en janvier 2007, au cours de son procès pour crimes contre l’humanité, à l'ex-président Valéry Giscard d’Estaing, à l’ancien premier ministre Pierre Messmer, à l’ex-ambassadeur à Buenos Aires François de la Gorce et à tous les officiels en place à l’ambassade de Buenos Aires entre 1976 et 1983 de comparaître devant la cour en tant que témoins. Alfredo Astiz, l’« ange de la mort », avait émis une requête similaire lors de son procès,,.

## Oppositions
En Argentine, le mouvement des mères de la place de Mai manifeste tous les jeudis à Buenos Aires depuis 1977 pour obtenir justice.

### Poursuites judiciaires
Lors du retour de ces pays à la démocratie dans les années 1980, les anciens militaires ont fait voter des lois d'amnistie qui ont été levées partiellement. À ce jour (juin 2016), l'Argentine est le seul pays ayant engagé des poursuites judiciaires contre les responsables du plan Condor.
Chili
L'amnistie d'Augusto Pinochet a été annulée le 2 décembre 2004 par la cour suprême du Chili, qui a finalement mis fin aux poursuites engagées le 15 septembre 2005. Pinochet a été ensuite mis en examen pour évasion fiscale, enrichissement illicite, malversation de fonds publics et falsification de documents, mais les poursuites contre lui se sont éteintes avec sa mort, le 10 décembre 2006.
Argentine
En 2013, l'Argentine traduit en justice 25 personnes soupçonnées d'avoir participé au plan Condor. Au terme d'un procès qui dure trois ans, huit des accusés dont le général Videla sont morts, deux relaxés et quinze condamnés à des peines de 20 à 25 ans d'emprisonnement. Parmi ces derniers, on remarque Reynaldo Bignone, dernier président de la junte de 1982 à 1983, condamné à 20 ans de prison. Les accusations s'appuient sur les « archives de la terreur » découvertes au Paraguay en 1992 et des documents américains déclassifiées. Elles recensent 104 victimes dont 45 Uruguayens/nes, 22 Chiliens/nes, 14 Argentins/nes, 13 Paraguayens/nes et 11 Boliviens/nes.
Outre les condamnations et réparations, ce procès revêt une grande importance car, ayant prouvé légalement l'existence du plan Condor, il facilite l'ouverture de procès semblables dans les autres pays du Cône sud,.
Pérou
Le dictateur militaire Francisco Morales Bermúdez est condamné par contumace en 2017 par la justice italienne à la prison à perpétuité pour les assassinats d'une vingtaine d'opposants d'origines italiennes dans le cadre de l'opération Condor. Il n'est cependant pas extradé et n'aura pas à s’acquitter de sa condamnation.

## Victimes transfrontalières de l'Opération Condor
À travers l'Opération Condor, les régimes dictatoriaux du Cône Sud ont torturé, tué et fait disparaître non seulement des dirigeants politiques reconnus mais aussi des centaines de militants. Il est difficile de chiffrer précisément le nombre de victimes transfrontalières de l'Opération Condor puisqu’il est nécessaire de prouver la coordination d’au moins deux des forces de sécurité qui agissaient dans le Cône Sud. Le nombre de tués dans des opérations transfrontalières est généralement estimé entre 400 et 500,. Le livre Operación Cóndor. 40 años después propose une liste de 377 victimes de Condor et de ses antécédents directs en tenant compte de plusieurs données (nom, prénom, sexe, âge, militantisme, données sur l’enlèvement, sort final et s’il y a eu transferts illégaux entre pays). Quelques données générales tirées de la liste des victimes publiée en 2015 : 10 nationalités (entre autres 177 Uruguayens, 72 Argentins, 64 Chiliens), 219 disparus, 38 assassinats, 126 transferts illégaux entre pays et 12 enfants volés ont récupéré leur identité.